# Charles Vildrac
Charles Messager Vildrac (Paris, 1882 - Saint-Tropez, 1971) foi um poeta, dramaturgo, crítico de arte, teórico da literatura e ensaísta francês, sendo fundador, juntamente com Georges Duhamel, do chamado "Grupo da Abadia", um Falanstério em Créteil, espécie de comunidade utópica anarquista. É mais famoso internacionalmente como dramaturgo que como poeta, tendo participado de uma tendência intimista que incluia autores como Jacques Bernard, Jean Sarment e outros autores teatrais modernos. Sua peça  "Le Paquebot Tenacity" foi representada por companhias e grupos de vanguarda em vários países. Tendo escrito vários livros de poesia, seus poemas, no entanto, escritos em verso livre e em um estilo claramente modernista, tiveram tradutores ilustres ao português, tais como Guilherme de Almeida e Carlos Drummond de Andrade. O poeta foi homenageado com o nome de um conhecido prêmio de poesia na França, o "Prix de poésie Charles Vildrac" .

## Obras selecionadas

### Teatro
- Le Paquebot Tenacity (1920)
- Les Indigents (1920)
- Michel Auclair (1922)
- Madame Béliard (1925)
- La Brouille (1930)
- L'Air du temps (1938).

### Poesia
- Poèmes (1905)
- Images et Mirages (1908)
- Chants du désespéré (1920)
- Poèmes de l’Abbaye (1925)

### Tratados de versificação
- Versolibrismo (1901)
- Notas sobre a técnica poética (1910)

### Ensaios
- Russie neuve (1937) (sobre a revolução comunista na Rússia)

### Crítica de arte
Escreveu estudos sobre Othon Friesz, em co-autoria com André Salmon e Fernand Fleuret (1927) e sobre Henri Matisse (1954).